# Channel M
Channel M est une chaîne de télévision régionale, desservant le Grand Manchester. La chaîne, connue à l'origine sous le nom de Manchester Student Television, est la propriété de Guardian Media Group.